# Peine de mort en Alabama

Localisation de l'Alabama

En Alabama, la pendaison fut en usage jusqu'en 1927, année où la chaise électrique devint la seule méthode d'exécution autorisée par l'État. Elle le restera jusqu'en 2002, faisant ainsi de l'Alabama la dernière juridiction à avoir électrocuté un condamné à mort sans lui avoir laissé le choix d'une méthode d'exécution alternative. En 2024, l'Alabama devint également la première juridiction à avoir exécuté un condamné à mort par inhalation forcée d'azote, une méthode d'exécution adoptée en 2018 (initialement au cas où l'État ne parvenait plus à se fournir en produits pour les injections létales) mais qui n'avait jamais été utilisée jusque-là.
Depuis son entrée dans l'Union en 1819, l'Alabama a exécuté 762 condamnés à mort : 579 par pendaison, 134 par électrocution, 48 par injection létale et 1 par inhalation forcée d'azote,,,,. 
Jusqu'en 2017, l'Alabama était le seul État des États-Unis qui autorisait ses juges à prononcer une condamnation à mort contre l'avis majoritaire ou unanime du jury (une pratique que l'on nomme judicial override (en) en anglais). Ainsi, en 2011, 41 des 199 condamnés à mort en attente de leur exécution l'avaient été contre l'avis du jury.  
Les exécutions ont lieu à une date fixée par la Cour suprême de l'État (en). Le gouverneur dispose d'un pouvoir exclusif de grâce.

## Exécutions

### Exécutions par décennie
| Période     | Nombre d'exécutions |
| ----------- | ------------------- |
| 1820 - 1829 | 14                  |
| 1830 - 1839 | 44                  |
| 1840 - 1849 | 62                  |
| 1850 - 1859 | 98                  |
| 1860 - 1869 | 53                  |
| 1870 - 1879 | 19                  |
| 1880 - 1889 | 32                  |
| 1890 - 1899 | 54                  |
| 1900 - 1909 | 74                  |
| 1910 - 1919 | 50                  |
| 1920 - 1929 | 49                  |
| 1930 - 1939 | 63                  |
| 1940 - 1949 | 51                  |
| 1950 - 1959 | 20                  |
| 1960 - 1969 | 5                   |
| 1970 - 1979 | 0                   |
| 1980 - 1989 | 7                   |
| 1990 - 1999 | 12                  |
| 2000 - 2009 | 25                  |
| 2010 - 2019 | 22                  |
| 2020 - 2029 | 14                  |

### Exécutions depuis 1976
Les exécutions ont lieu une minute après minuit à Atmore dans le centre correctionnel de Holman (en)
| #  | Condamnés              | Date              | Méthode(s)        | Sexe  | Crime(s) | Gouverneur     |
| -- | ---------------------- | ----------------- | ----------------- | ----- | --- | -------------- |
| 1  | John Louis Evans (en)  | 22 avril 1983     | Chaise électrique | Homme | Meurtre en 1977 de l'employé d'un magasin en lui tirant dans le dos.                                               | George Wallace |
| 2  | Arthur Jones           | 21 mars 1986      | Chaise électrique | Homme | Meurtre en 1981 d'un chauffeur de taxi en lui tirant dessus après l'avoir dévalisé.                                | George Wallace |
| 3  | Wayne Ritter           | 28 août 1987      | Chaise électrique | Homme | Meurtre en 1977 de l'employé d'un magasin en lui tirant dans le dos.                                               | Harold Hunt    |
| 4  | Michael Lindsey        | 26 mai 1989       | Chaise électrique | Homme | Meurtre en 1981 d'une veuve à son domicile pour lui voler ses cadeaux de noël.                                     | Harold Hunt    |
| 5  | Horace Dunkins         | 14 juillet 1989   | Chaise électrique | Homme | Meurtre en 1980 d'une femme en la poignardant après l'avoir violée.                                                | Harold Hunt    |
| 6  | Herbert Richardson     | 18 août 1989      | Chaise électrique | Homme | Meurtre en 1977 d'une fillette de onze ans avec une bombe par accident.                                            | Harold Hunt    |
| 7  | Arthur Julius          | 17 novembre 1989  | Chaise électrique | Homme | Meurtre entre 1972 et 1978 de deux personnes dont sa cousine après l'avoir violée.                                 | Harold Hunt    |
| 8  | Wallace Thomas         | 13 juillet 1990   | Chaise électrique | Homme | Meurtre en 1976 d'une femme de vingt-et-un ans après l'avoir kidnappée et violée.                                  | Harold Hunt    |
| 9  | Larry Heath            | 20 mars 1992      | Chaise électrique | Homme | Meurtre en 1981 de sa femme enceinte, afin de refaire sa vie avec son amante.                                      | Harold Hunt    |
| 10 | Cornelius Singleton    | 20 novembre 1992  | Chaise électrique | Homme | Meurtre en 1977 d'une religieuse en l'étranglant dans un cimetière.                                                | Harold Hunt    |
| 11 | Willie Clisby          | 28 avril 1995     | Chaise électrique | Homme | Meurtre en 1979 d'un homme en le battant avec une hache.                                                           | Fob James      |
| 12 | Varnell Weeks          | 12 mai 1995       | Chaise électrique | Homme | Meurtre en 1981 d'un homme.                                                                                        | Fob James      |
| 13 | Edward Horsley         | 16 février 1996   | Chaise électrique | Homme | Meurtre en 1977 d'une adolescente de quatorze-ans après l'avoir violée.                                            | Fob James      |
| 14 | Billy Waldrop          | 10 janvier 1997   | Chaise électrique | Homme | Meurtre en 1982 d'un retraité après l'avoir dévalisé.                                                              | Fob James      |
| 15 | Walter Hill (en)       | 2 mai 1997        | Chaise électrique | Homme | Meurtre entre 1952 et 1977 de cinq personnes en les poignardant.                                                   | Fob James      |
| 16 | Henry Hays             | 6 juin 1997       | Chaise électrique | Homme | Meurtre en 1981 d'un adolescent noir lors d'un lynchage raciste.                                                   | Fob James      |
| 17 | Stephen Thompson       | 8 mai 1998        | Chaise électrique | Homme | Meurtre en 1984 d'une femme après l'avoir violée.                                                                  | Fob James      |
| 18 | Brian Baldwin (en)     | 18 juin 1999      | Chaise électrique | Homme | Meurtre en 1977 d'une adolescente de quatorze-ans après l'avoir violée.                                            | Don Siegelman  |
| 19 | Victor Kennedy         | 6 août 1999       | Chaise électrique | Homme | Meurtre en 1980 d'une femme de quatre-vingt-six ans après l'avoir violée.                                          | Don Siegelman  |
| 20 | David Duren            | 7 janvier 2000    | Chaise électrique | Homme | Meurtre en 1983 d'une adolescente de seize-ans après l'avoir kidnappée.                                            | Don Siegelman  |
| 21 | Freddie Wright         | 3 mars 2000       | Chaise électrique | Homme | Meurtre en 1977 d'un couple lors d'u braquage d'un magasin automobile.                                             | Don Siegelman  |
| 22 | Robert Tarver          | 14 avril 2000     | Chaise électrique | Homme | Meurtre en 1984 du propriétaire d'un magasin lors d'un braquage.                                                   | Don Siegelman  |
| 23 | Pernell Ford           | 2 juin 2000       | Chaise électrique | Homme | Meurtre en 1983 de deux femmes après les avoir dévalisées.                                                         | Don Siegelman  |
| 24 | Lynda Lyon Block (en)  | 10 mai 2002       | Chaise électrique | Femme | Meurtre en 1993 d'un policier en lui tirant dessus.                                                                | Don Siegelman  |
| 25 | Anthony Johnson        | 12 décembre 2002  | Injection létale  | Homme | Meurtre en 1984 d'un bijoutier lors d'un braquage.                                                                 | Don Siegelman  |
| 26 | Michael Thompson       | 13 mars 2003      | Injection létale  | Homme | Meurtre en 1984 d'un homme lors du braquage d'un magasin.                                                          | Bob Riley      |
| 27 | Gary Brown             | 24 avril 2003     | Injection létale  | Homme | Meurtre en 1996 d'un homme en le poignardant à soixante-dix-huit reprises.                                         | Bob Riley      |
| 28 | Tommy Fortenberry      | 7 août 2003       | Injection létale  | Homme | Meurtre en 1984 de quatre personnes dans le braquage d'une station-service.                                        | Bob Riley      |
| 29 | James Hubbard (en)     | 5 août 2004       | Injection létale  | Homme | Meurtre en 1982 de deux personnes dans un braquage.                                                                | Bob Riley      |
| 30 | David Hocker           | 30 septembre 2004 | Injection létale  | Homme | Meurtre en 1998 de son patron en le poignardant.                                                                   | Bob Riley      |
| 31 | Mario Centobie         | 28 avril 2005     | Injection létale  | Homme | Meurtre en 1998 d'un policier en lui tirant dessus pour échapper à une arrestation.                                | Bob Riley      |
| 32 | Jerry Henderson        | 2 juin 2005       | Injection létale  | Homme | Meurtre en 1984 du mari de sa belle-sœur en lui tirant dessus avec un fusil.                                       | Bob Riley      |
| 33 | George Sibley          | 4 août 2005       | Injection létale  | Homme | Meurtre en 1993 d'un policier en lui tirant dessus.                                                                | Bob Riley      |
| 34 | John Peoples           | 22 septembre 2005 | Injection létale  | Homme | Meurtre en 1983 d'une famille de trois personnes lors d'un cambriolage.                                            | Bob Riley      |
| 35 | Larry Hutcherson       | 26 octobre 2006   | Injection létale  | Homme | Meurtre en 1992 d'une femme de quatre-vingt-neuf ans en la poignardant.                                            | Bob Riley      |
| 36 | Aaron Jones            | 3 mai 2007        | Injection létale  | Homme | Meurtre en 1978 d'un couple lors d'un cambriolage.                                                                 | Bob Riley      |
| 37 | Darrell Grayson        | 26 juillet 2007   | Injection létale  | Homme | Meurtre en 1980 d'une femme de quatre-vingt-six ans après l'avoir violée.                                          | Bob Riley      |
| 38 | Luther Williams        | 23 août 2007      | Injection létale  | Homme | Meurtre en 1988 d'un homme arrêter sur l'autoroute pour lui voler sa voiture.                                      | Bob Riley      |
| 39 | James Callahan         | 15 janvier 2009   | Injection létale  | Homme | Meurtre en 1982 d'une étudiante après l'avoir violée.                                                              | Bob Riley      |
| 40 | Danny Bradley          | 12 février 2009   | Injection létale  | Homme | Meurtre en 1983 d'une fillette de douze-ans après l'avoir violée.                                                  | Bob Riley      |
| 41 | Jimmy Dill             | 16 avril 2009     | Injection létale  | Homme | Meurtre en 1988 de son trafiquant de drogue en lui tirant dans la tête.                                            | Bob Riley      |
| 42 | Willie McNair          | 14 mai 2009       | Injection létale  | Homme | Meurtre en 1990 d'une femme en l'étranglant après l'avoir dévalisée.                                               | Bob Riley      |
| 43 | Jack Trawick           | 11 juin 2009      | Injection létale  | Homme | Meurtre entre 1972 et 1992 de quatorze femmes après les avoir violées.                                             | Bob Riley      |
| 44 | Max Payne              | 8 octobre 2009    | Injection létale  | Homme | Meurtre en 1992 du propriétaire d'un magasin lors d'un braquage.                                                   | Bob Riley      |
| 45 | Thomas Whisenhant (en) | 27 mai 2010       | Injection létale  | Homme | Meurtre entre 1975 et 1976 de trois femmes après les avoir torturées et violées.                                   | Bob Riley      |
| 46 | John Parker            | 10 juin 2010      | Injection létale  | Homme | Meurtre en 1988 d'une femme sous les ordres de son mari.                                                           | Bob Riley      |
| 47 | Michael Land           | 12 août 2010      | Injection létale  | Homme | Meurtre en 1992 d'une femme après l'avoir violée.                                                                  | Bob Riley      |
| 48 | Holly Wood             | 9 septembre 2010  | Injection létale  | Homme | Meurtre en 1993 de son ex-petite amie pour se venger.                                                              | Bob Riley      |
| 49 | Phillip Hallford       | 4 novembre 2010   | Injection létale  | Homme | Meurtre en 1986 du petit-ami de sa fille                                                                           | Bob Riley      |
| 50 | Leroy White            | 13 janvier 2011   | Injection létale  | Homme | Meurtre en 1988 de son ex-femme pour se venger du divorce.                                                         | Bob Riley      |
| 51 | William Boyd           | 31 mars 2011      | Injection létale  | Homme | Meurtre en 1986 de deux personnes en leur tirant dessus.                                                           | Robert Bentley |
| 52 | Jason Williams         | 19 mai 2011       | Injection létale  | Homme | Meurtre en 1992 de quatre personnes en leur tirant dessus.                                                         | Robert Bentley |
| 53 | Eddie Powell           | 16 juin 2011      | Injection létale  | Homme | Meurtre en 1995 d'une femme après l'avoir violée.                                                                  | Robert Bentley |
| 54 | Derrick Mason          | 22 septembre 2011 | Injection létale  | Homme | Meurtre en 1994 d'un homme lors d'un braquage.                                                                     | Robert Bentley |
| 55 | Christopher Johnson    | 20 octobre 2011   | Injection létale  | Homme | Meurtre en 2005 de son fils de six-mois pour se venger de sa femme.                                                | Robert Bentley |
| 56 | Andrew Lackey (en)     | 25 juillet 2013   | Injection létale  | Homme | Meurtre en 2005 d'un vétéran de l'armée en lui tirant dessus après l'avoir dévalisé.                               | Robert Bentley |
| 57 | Christopher Brooks     | 21 janvier 2016   | Injection létale  | Homme | Meurtre en 1992 d'une femme après l'avoir violée.                                                                  | Robert Bentley |
| 58 | Ronald Smith           | 8 décembre 2016   | Injection létale  | Homme | Meurtre en 1994 d'un homme.                                                                                        | Robert Bentley |
| 59 | Thomas Arthur          | 26 mai 2017       | Injection létale  | Homme | Meurtre entre 1977 et 1982 de deux personnes dont sa belle-sœur.                                                   | Kay Ivey       |
| 60 | Robert Melson          | 8 juin 2017       | Injection létale  | Homme | Meurtre en 1994 de trois employés d'un fast-food lors du braquage de celui-ci.                                     | Kay Ivey       |
| 61 | Torey McNabb           | 19 octobre 2017   | Injection létale  | Homme | Meurtre en 1997 d'un policier en lui tirant dessus.                                                                | Kay Ivey       |
| 62 | Michael Eggers         | 15 mars 2018      | Injection létale  | Homme | Meurtre en 2000 de son ex-patronne.                                                                                | Kay Ivey       |
| 63 | Walter Moody           | 19 avril 2018     | Injection létale  | Homme | Meurtre en 1989 de deux hommes en leur envoyant des colis-piégés.                                                  | Kay Ivey       |
| 64 | Domineque Ray          | 7 février 2019    | Injection létale  | Homme | Meurtre en 1995 d'une adolescente de quinze-ans après l'avoir violée.                                              | Kay Ivey       |
| 65 | Michael Samra          | 16 mai 2019       | Injection létale  | Homme | Meurtre en 1997 d'une famille de quatre personnes dont deux fillettes.                                             | Kay Ivey       |
| 66 | Christopher Price      | 30 mai 2019       | Injection létale  | Homme | Meurtre en 1991 d'un retraité en lui tendant un guet-apens dans son jardin.                                        | Kay Ivey       |
| 67 | Nathaniel Woods (en)   | 5 mars 2020       | Injection létale  | Homme | Meurtre en 2004 de trois officiers de police alors qu'il tentait de l'arrêter dans son appartement.                | Kay Ivey       |
| 68 | Willie Smith           | 21 octobre 2021   | Injection létale  | Homme | Meurtre en 1991 d'une jeune femme pour lui voler son code de carte bancaire.                                       | Kay Ivey       |
| 69 | Matthew Reeves (en)    | 27 janvier 2022   | Injection létale  | Homme | Meurtre en 1996 d'un automobiliste qui venait de le prendre en stop.                                               | Kay Ivey       |
| 70 | Joe Nathan James Jr.   | 28 juillet 2022   | Injection létale  | Homme | Meurtre en 1994 de son ex petite amie.                                                                             | Kay Ivey       |
| 71 | James Barber           | 21 juillet 2023   | Injection létale  | Homme | Meurtre en 2001 d'une femme âgée en la battant à mort avec un marteau.                                             | Kay Ivey       |
| 72 | Casey McWhorter        | 16 novembre 2023  | Injection létale  | Homme | Meurtre en 1993 du père de l'un de ses amis lors d'un vol à main armé.                                             | Kay Ivey       |
| 73 | Kenneth Smith          | 25 janvier 2024   | Hypoxie           | Homme | Meurtre en 1988 d'une femme sous les ordres de son mari.                                                           | Kay Ivey       |
| 74 | Jamie Mills            | 30 mai 2024       | Injection létale  | Homme | Meurtre en 2004 d'un couple de retraité lors du cambriolage de leurs maisons.                                      | Kay Ivey       |
| 75 | Keith Gavin            | 18 juillet 2024   | Injection létale  | Homme | Meurtre en 1998 d'un homme lors d'un vol à main armée quelque mois après avoir été libéré de prisons pour meurtre. | Kay Ivey       |
| 76 | Alan Miller            | 26 septembre 2024 | Hypoxie           | Homme | Meurtre en 1999 de trois de ses collègues après qu'il les soupçonnait de propagaient des rumeurs sur lui.          | Kay Ivey       |
| 77 | Derrick Dearman        | 17 octobre 2024   | Injection létale  | Homme | Meurtre en 2016 de cinq personnes, dont une femme enceinte, à la hache.                                            | Kay Ivey       |
| 78 | Carey Grayson          | 21 novembre 2024  | Hypoxie           | Homme | Meurtre en 1994 d'une femme avant de mutiler son cadavre.                                                          | Kay Ivey       |
| 79 | Demetrius Frazier      | 6 février 2025    | Hypoxie           | Homme | Meurtre en 1991 d'une femme après l'avoir violée lors d'un cambriolage.                                            | Kay Ivey       |
| 80 | James Osgood           | 24 avril 2025     | Injection létale  | Homme | Meurtre en 2010 de la cousine de sa petite-amie après l'avoir violée et torturée.                                  | Kay Ivey       |
| 81 | Gregory Hunt           | 10 juin 2025      | Hypoxie à l'azote | Homme | Meurtre en 1988 d'une femme.                                                                                       | Kay Ivey       |

En juin 2025, le couloir de la mort de l'Alabama compte 155 condamnés dont 5 femmes,,,. 
Depuis 1976, sept condamnés à mort (dont les célèbres Walter McMillian et Anthony Ray Hinton) ont été disculpés en Alabama et une (Judith Ann Adams Neelley (en)) a vu sa peine commuée par le gouverneur,.

### Sources
- (en) Site internet de l'administration pénitentiaire d'Alabama
- (en) Alabama Judges Impose Death Though Juries Vote For Life In Prison